# Monique Lamoureux
Monique Edith Lamoureux-Morando, född den 3 juli 1989 i Grand Forks i North Dakota, är en amerikansk ishockeyspelare.
Hon tog OS-silver i damernas ishockeyturnering i samband med de olympiska ishockeytävlingarna 2010 i Vancouver samt tillika OS-silver i Sotji 2014. Dessutom har hon tagit sex VM-guld under perioden 2009–2017.
Vid hockeyturneringen vid olympiska vinterspelen 2018 i Pyeongchang tog Lamoureux-Morando en guldmedalj.
Hon är tvillingsyster till Jocelyne Lamoureux.